# 15724 Zille
15724 Zille eller 1990 TW3 är en asteroid i huvudbältet som upptäcktes den 12 oktober 1990 av de båda tyska astronomen Freimut Börngen och Lutz D. Schmadel vid Tautenburg-observatoriet. Den är uppkallad efter den tyske målaren Heinrich Zille.
Asteroiden har en diameter på ungefär 4 kilometer.